# Perù ai Giochi della XIX Olimpiade
Il Perù partecipò ai Giochi della XIX Olimpiade che si sono svolti a Città del Messico dal 12 al 27 ottobre 1968, con una delegazione di 28 atleti impegnati in 8 discipline: Atletica leggera, canottaggio, nuoto, pallavolo, pugilato, scherma, sollevamento pesi e tiro. Fu la settima partecipazione di questo paese ai Giochi. Non fu conquistata nessuna medaglia.